# Bindo Maserati

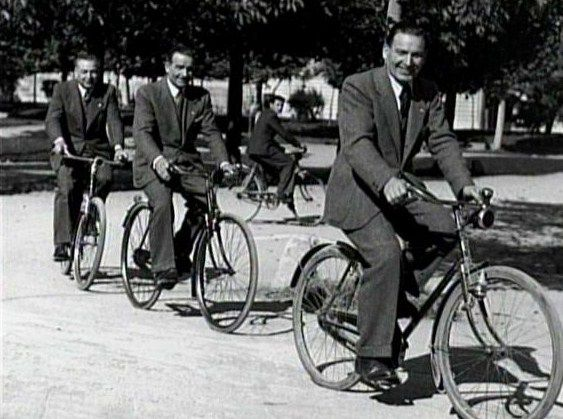
Die Maserati-Brüder Bindo, Ettore und Ernesto 1941 in Modena (v. l. n. r.)

Bindo Maserati (* 26. Januar 1883 in Voghera; † 29. September 1980 in Bologna) war ein italienischer Ingenieur, Unternehmer und Automobilrennfahrer.

## Werdegang
Bindo Maserati wurde 1883 als Zweitältester der sieben Söhne von Rodolfo und Carolina Maserati, geb. Losi in Voghera geboren. Sein Vater war in den Achtzigerjahren des 19. Jahrhunderts als Lokomotivführer, nach anderen Quellen als Eisenbahningenieur in der norditalienischen Lombardei tätig.
Maserati arbeitete vor 1910 bei der Fabbrica Junior Torinese Automobili (Markenname Junior) in Turin. Von 1910 bis 1932 war er als Mechaniker bei Isotta Fraschini angestellt. 1910 – nach dem Tod des ältesten Bruders Carlo – gingen Bindo und sein der mittlerweile auch bei Isotta angestellte Bruder Alfieri nach Argentinien, um in der dortigen Isotta-Niederlassung zu arbeiten. Nach einem kurzen Aufenthalt in London kehrten die Maserati-Brüder nach Italien zurück. Bindo Maserati nahm für den Hersteller aus Mailand bis 1932 sporadisch an Automobilrennen teil. So wurde er beispielsweise 1927 zusammen mit Aymo Maggi Achter bei der ersten Auflage der Mille Miglia.
Im Dezember 1914 gründete sein Bruder Alfieri in Bologna die Società Anonima Officine Alfieri Maserati. Ernesto und Ettore Maserati arbeiteten von Anfang an in diesem Unternehmen mit. Bindo Maserati stieß erst 1932, im Jahr von Alfieri Maseratis Tod, zu Maserati und führte das Unternehmen anstelle seines verstorbenen Bruders, während Ettore für Entwicklung und Verwaltung zuständig war.
In den folgenden Jahren entwickelte sich der Betrieb nicht mehr in der Dynamik, die er zu Lebzeiten Alfieri Maseratis gehabt hatte. 1937 verkauften die verbliebenen Maserati-Brüder das Unternehmen an den Industriellen Adolfo Orsi. Als Teil des Kaufvertrages blieben Bindo, Ernesto und Ettore Maserati zehn Jahre lang an das Unternehmen gebunden. 1947 trennten sie sich von Maserati und gründeten mit Officine Specializzata Costruzioni Automobili (OSCA) in Bologna einen Konkurrenzbetrieb, den sie 1963 an Domenico Agusta veräußerten.
Bindo Maserati starb im Jahr 1980 im Alter von 97 Jahren in Bologna.